# Солодарь, Цезарь Самойлович
Це́зарь Само́йлович Солода́рь (14 [27] августа 1909, Винница, Подольская губерния — 15 ноября 1992, Москва) — советский писатель, публицист и драматург. Автор стихов знаменитой песни «Казаки в Берлине» на музыку Дмитрия и Даниила Покрассов. Заслуженный деятель искусств РСФСР (1986).

## Биография
Родился 14 (27) августа 1909 года в Виннице. В возрасте 16 лет начал работать в печатных изданиях. В 1930 году окончил юридический факультет КИНХ.
Во время советско-финской войны был сотрудником газеты «На страже Родины», во время Великой Отечественной войны — военным корреспондентом ряда центральных изданий. Именно Ц. С. Солодарь передал корреспонденцию о капитуляции Германии. Член ВКП(б) с 1943 года.
Работал в нескольких изданиях, в том числе, в газете «Советский спорт».
Литературную деятельность начал в жанре поэзии. Автор комедий, водевилей, стихов, рассказов, либретто для произведений Д. Б. Кабалевского, публицистических произведений.
Член Союза писателей СССР. Член Антисионистского комитета советской общественности (АКСО) с 1983 года.
Умер 15 ноября 1992 года. Похоронен в Москве на Кунцевском кладбище.

## Награды и премии
- орден Отечественной войны II степени (6.4.1985)
- орден Красной Звезды (31.8.1944)
- орден Трудового Красного Знамени
- орден Дружбы народов
- орден «Знак Почёта»
- заслуженный деятель искусств РСФСР
- премия Ленинского комсомола (1980) — за публицистические произведения для молодёжи

## Произведения
Ц. С. Солодарь является автором ряда произведений в жанре публицистики: «Горячее сердце», «За нашей спиной — Москва!», «Где ты, Луиджи?», «Бывшие», «Двойные», «Товар», «Кассиль и о Кассиле» (1972), «Лицемеры» (1980), «Ложь» (1981), «Фарисеи», «Темная завеса», «Ситцевый бал» (1984), «Укрыватели» (1985), «Дикая полынь» (1986), «Крах» (1987).
Кроме того, Ц. С. Солодарь является автором ряда спектаклей и сценических постановок: «Летний день», «Мальчик из Марселя», «У лесного озера», «В сиреневом саду», «Любовь, директор и квартира», «Весна поёт», «Серебряная свадьба», «Сверстники грозы», «Правда о старом кинжале», «Любовь без прощения», «Первоцвет», «День рождения», «Ищите мужчину», «Твой милый образ…», «А цветы остаются», «Благородный металл», «Пелена», «Тем, кто хочет знать» и др.
Ц. С. Солодарь является также автором ряда небольших юмористических рассказов и фельетонов: «Роковая индейка», «Не пойман, не вор!», «Хохолок и касса», «Нетипичные типы», «Футболисты, друзья мои», «Над всем, что кажется смешно», «Светло-бежевая кепка», «Точка зрения», «Так, говорят, полагается», «Возмутительница спокойствия», «Будьте любезны!».

### Пьесы
- комедия «Пять подруг»
- водевиль «В сиреневом саду» (1954, Московский театр драмы и комедии)
- «Летний день» (1950, Театр им. Евг. Вахтангова)
- Груз особого назначения (1969)
- «Любовь, директор и квартира» (1956, Центральный театр транспорта)
- «Серебряная свадьба» (1959, там же)
- Здравствуй, жизнь! (1959)
- Прекрасная Мария (1959)
- Звезда футбола (1960)
- Любовь без прощения (1962)
- А вы как думаете? Комедия. (1963)
- «День в ресторане» (1965)
- «Когда догорают костры» (1965, Театр «Ромэн»)
- Ситцевый бал (1971)
- Зелёная косынка (1972)
- День рождения (1973)
- Ищите мужчину! (1974)
- А цветы остаются (1976)
- Благородный металл (1977)
- Вика, Настя и другие (1983)
- Поздние гости (1972)

#### Пьесы для детей
- «Мальчик из Марселя» (1951, Ленинградский ТЮЗ)
- «У лесного озера» (1952, Ленинградский ТЮЗ)
- «Правда о старом кинжале» (1965, Тульский театр)

## Постановки
- 1951 — «Мальчик из Марселя» (латыш. "Zēns no Marseļas") был поставлен Рижским ТЮЗом на латышском языке.

## Издания
- Солодарь Ц. С. В сиреневом саду. М., Искусство, 1954
- Солодарь Ц. С. Маленькие комедии. Сб. одноактных пьес. М., 1962.
- Солодарь Ц. С. Где ты, Луиджи? М., Знание, 1962
- Солодарь Ц. С. Комедии. М., 1963.
- Солодарь Ц. С. Возмутительница спокойствия. М., Молодая гвардия, 1975
- Солодарь Ц. С. Дикая полынь. М., Советская Россия, 1977
- Солодарь Ц. С. Темная завеса. М., Молодая гвардия, 1979
- Солодарь Ц. С. Ряд волшебных изменений... М., Советская Россия, 1979
- Солодарь Ц. С. А цветы остаются. М., Искусство, 1980
- Солодарь Ц. С. Лицемеры (По ту сторону). — М.: Советская Россия, 1980
- Солодарь Ц. С. Укрыватели (По ту сторону). — М.: Советская Россия, 1985
- Солодарь Ц. С. Живые голоса: воспоминания. М., «Советский писатель», 1985.
- Солодарь Ц. С. Капитуляция: из записок военного корреспондента. М., изд-во «Правда», 1985 («Библиотека журнала „Огонёк“», № 12, 1985) — ISSN 01322095.
- Солодарь Ц. С. Живые голоса. М., Советский писатель, 1987

## Критика
В 1991 году Семён Резник называет Ц. Солодаря одним из самых непримиримых борцов с сионизмом, «чьи очерки постоянно печатались в „Огоньке“, пока журналом руководил Анатолий Софронов — самый последовательный сталинист и антисемит в советской литературе», и считает, что публицистика Ц. Солодаря и других советских обличителей сионизма — евреев, включая деятелей АКСО, широко используются современными российскими антисемитами.
В 1995 году физик Монус Соминский в книге «Антисемитизм: краткий очерк» наряду с Романенко, Большаковым, Корнеевым, Моджоряном, Евсеевым Бегуном и Скурлатовым отнёс Солодаря к числу сионистологов, по его мнению, «сделавших своим ремеслом очернение еврейского народа, государства Израиль, их национальных институтов и ценностей».
В 1998 году публицист, член Комитета Erets Israel — Jewish Native Land (JNL) Игорь Аксельрод в интернет-издании vestnik.com высказал мнение, что «винницкий еврей Цезарь Солодарь за 10 лет (1977-87 гг.) опубликовал 6 антисемитских книг».
В 2000 году физик Иосиф Кременецкий в самостоятельно изданной книге «Евреи при большевистском строе» писал, что «к сожалению, высокую активность в антисионистской (читай — антисемитской — И.К.) пропаганде принимали участие и некоторые идеологические работники КПСС — евреи по национальности» к которым он отнёс Ц. Солодаря, А. Вергелиса, М. Шахновича, Д. Драгунского и З. Шейниса.
В 1995 году директор Антидиффамационной лиги и лоббист Бнай Брит Уильям Кори в книге «Российский антисемитизм, „Память“ и демонизация сионизма» высказал мнение, что «Солодарь, хотя и еврей и очевидно знающий идиш, в Советском Союзе был одним из самых резких и едких пропагандистов антисионизма».
В 2001 году спортивный журналист и писатель Александр Кикнадзе в журнале «Континент» определил Солодаря как «давно исписавшегося и забытого писателя» и критиковал его за публикацию в «Литературной газете» статьи с недостоверной, по его мнению, оценкой захвата израильских спортсменов в Мюнхене.
В 2003 году невропатолог Яков Попелянский в книге «Размышления об антисемитах. С любовью…» отмечал, что «встречались иногда и ренегаты типа Якова Бронфмана, повторявшего навет о ритуальном использовании крови христианских младенцев, или печально известного Цезаря Солодаря, бесстыдно клеветавшего в адрес современного еврейства».
В 2003 году адвокат, писатель, прозаик, драматург, публицист, киносценарист Аркадий Ваксберг в книге «Из ада в рай и обратно. Еврейский вопрос по Ленину, Сталину и Солженицыну» сравнивая «Еврейский антифашистский комитет» и «Антисионистский комитет советской общественности» отмечал, что перед первым «стояла конъюнктурная, временная, но хотя бы внешне благопристойная задача стремиться к контактам и даже к единению с евреями во всем мире» и что ЕАК «объединил вокруг себя все лучшие силы еврейской советской культуры», а про второй писал, что он «должен был не сплачивать, а раскалывать, клеймить, осуждать» и что «вокруг АКСО вились только мобилизованные Лубянкой подонки — грязная „еврейская“ пена, услужливо травившая каждого, кто пытался вырваться из дискриминационных клещей». И подчёркивая, что «наличие еврейских выродков — шавок, стремящихся перещеголять своими антисемитскими укусами великодержавных хищников, — отнюдь не новость, но в брежневско-андроповскую эпоху это агонизирующее явление измельчало и обнищало», высказал мнение, что «на этом поприще теперь подвизались уже не зловещий Заславский, не холёный циник Хавинсон, не академики и профессора, а главным образом такие, как графоманствующий драматург Цезарь Солодарь или ничтожный журналист Виктор Магидсон, тексты которых, запестревшие в прессе, отличались визгливой истеричностью в обличении „сионистов“, надрывным пафосом, подчеркнуто выраженным „советским патриотизмом“ и почти полным отсутствием хоть какого-то позитива по отношению к братьям-евреям».